# Selbsteigentum
Selbsteigentum ist ein Begriff aus der Theorie des Anarchismus, insbesondere des Individualistischen Anarchismus und des Libertarismus (Anarchokapitalismus). Er steht für die Überzeugung, dass über den Körper und die Lebensweise einer Person allein diese selbst zu bestimmen hat. „Selbsteigentum“ ist ein Lehnwort und stammt von dem englischen „self-ownership“, das von nordamerikanischen Autoren wie Josiah Warren, Benjamin R. Tucker und anderen gegen Ende des 19. Jahrhunderts eingeführt wurde. Im Deutschen prägte der nachhegelianische Philosoph Max Stirner bereits 1845 in seinem Buch Der Einzige und sein Eigentum den Begriff des „Eigners“ (seiner selbst), der sich jedoch mit dem des angelsächsischen „self-owners“ nicht deckt.
Oft bezeichnet das Wort auch die Überzeugung, dass jedem die Früchte seiner eigenen Arbeit zustehen (sofern er sie nicht vertraglich anderen zur Verfügung stellt).
Das Konzept soll die Grenze ziehen zwischen dem Zuständigkeitsbereich des Individuums und dem der Gemeinschaft. Ihm zufolge darf der Staat nicht über den einzelnen Menschen bestimmen, eben weil der Mensch sich selbst gehört. Einschränkungen sind, so argumentieren die Verfechter des Selbsteigentums, nur aus Notwehr statthaft.
Mithilfe des Selbsteigentums lassen sich einige der Grundrechte begründen.
Zum Beispiel hat jeder das Recht, seine Meinung frei zu äußern, weil sein Körper ihm selbst gehört und er alleine entscheiden darf, wie er ihn einsetzen möchte. Ähnlich lassen sich das Recht auf Leben und körperliche Unversehrtheit begründen.